# 東海医療科学専門学校
東海医療科学専門学校（とうかいいりょうかがくせんもんがっこう）は、愛知県名古屋市中村区名駅南二丁目にある私立専修学校。

## 概要
運営母体は学校法人セムイ学園。共通の学校法人が運営する系列校に東海歯科医療専門学校、東海医療工学専門学校がある。医療・リハビリ・福祉系の国家資格に特化して養成を行っている。
臨床工学科は、セムイ学園が創設された1992年（平成4年）より開設されており長きにわたり多くの臨床工学技士を輩出している。

## 沿革
- 2018年（平成30年）4月 - 東海医療福祉専門学校の閉校に伴い、同校に関わる証明書の事務を受け継ぐ。